# Johann Rudolf von Münnich
Johann Rudolf Münnich, seit 1688 von Münnich, (* 7. November 1678 in Neuenhuntorf; † 1730 in Ovelgönne) war Deichgraf und Kanzleirat der von Dänemark regierten Grafschaft Oldenburg.

## Biografie

### Herkunft
Münnich entstammte einer bäuerlichen Familie der Vogtei „Wüstenland“, die dort im 16. Jahrhundert umfangreichen Landbesitz erworben und das Vogteiamt in ihre Hände gebracht hatte. Er war der älteste Sohn des Oberdeichgrafen Anton Günther von Münnich (1650–1721) und dessen erster Ehefrau Sophie Catharina Oetken (1659–1710), einer Schwester von Johann Ludolph von Oetken (1653–1725). Der Vater ließ das Herrenhaus auf Gut Neuenhuntorf bauen und wurde 1688 vom dänischen König Christian V. geadelt, 1702 bestätigt von Kaiser Leopold I. durch Aufnahme in den Reichsadel. Der spätere Generalfeldmarschall und Politiker in russischen Diensten Graf Burkhard Christoph von Münnich (1683–1767) war sein Bruder.

### Beruf
Münnich wurde zunächst durch Hauslehrer unterrichtet und besuchte ab 1693 das Gymnasium (Paedagogeum) in Bremen. Ab 1697 war er an der Universität Leiden immatrikuliert. 1699 beendete er sein Studium und machte im Februar 1700 mit seinem Bruder Burchard Christoph eine Reise durch Holland und Frankreich. Im August 1700 ging er nach Paris und im Mai 1701 nach Straßburg, um – wie sein Bruder – eine Anstellung im französischen Militär- oder Staatsdienst zu finden. Ein in einem Duell endender Streit zwang ihn, Frankreich fluchtartig zu verlassen und nach Deutschland zurückzukehren. Münnich hielt sich dann vermutlich einige Zeit bei seinem Vater Anton Günther im ostfriesischen Esens auf, bei dem er offenbar seine gründlichen Kenntnisse im Deichbauwesen erwarb.
1704 trat er die Nachfolge seines Onkels Johann Diedrich (1638–1718) an, der 1699 als Deichgraf der Grafschaft Oldenburg wiederum die Nachfolge seines Bruders Anton Günther angetreten hatte, diesem Amt aber nicht gewachsen war. Wie sein Vater galt Münnich als kompetenter Fachmann, der das Deichbauwesen von Grund auf kannte, durch seinen als reizbar geltenden Charakter und seine scharfe Kritik an den unhaltbaren Zuständen, hatte er allerdings in der Verwaltung der Grafschaft viele Gegner. In dieser Zeit wurde für den Deichbau kein Geld bereitgestellt und Münnich musste zusehen, wie die lebenswichtigen Deiche vernachlässigt wurden und verfielen. In zahlreichen Eingaben wies er auf die vorhandenen Schäden und die gefährdeten Fluß- und Küstendeiche hin, ohne mit seinen Warnungen bei der dänischen Regierung und dem Oberlanddrosten Joachim von Pritzbuer Gehör zu finden. Am 25. Dezember 1717 zerriss die Weihnachtsflut 1717, eine der schwersten Sturmfluten, die das Land je erlebt hatte, die schwachen Deiche und verwüstete Butjadingen und Stadland sowie die Marschvogteien Varel, Jade und Neuenburg. Die Flut forderte allein in der Grafschaft Oldenburg mehr als 4100 Menschenleben. Münnich forderte sofortige und umfassende Notmaßnahmen, doch auch hierfür blieben die notwendigen Mittel aus und wertvolle Zeit ging verloren. Erst im August 1718 stärkte eine königliche Kommission seine Stellung und unterstützte seine Deichbauarbeiten, die allerdings zu spät erfolgten und erneuten Herbststurmfluten 1718 nicht standhielten. Die Kommission und Münnich schoben sich in der Folge gegenseitig die Verantwortung für die neuerlichen Schäden zu. Der Streit hemmte die weitere Arbeit bis der unfähige Oberlanddrost Pritzbuer im Oktober 1718 durch Christian Thomesen Sehested abgelöst wurde, der sich energisch für den Deichbau einsetzte und dafür auch Gelder auftrieb. In enger Zusammenarbeit gelang es Münnich und Sehested 1719, den Deichring Butjadingens zu schließen, der allerdings während der Neujahrsflut 1721 erneut brach und unter hohen Kosten wiederum errichtet werden musste. Im Sommer 1721 kam es dabei zu einem schweren Konflikt über den Verlauf des Schweiburger Deiches zwischen Sehested und Münnich, der daraufhin sein Amt als Deichgraf niederlegte und als Kanzleirat in das Regierungskollegium Oldenburgs überwechselte. Allerdings zog der Oberlanddrost auch in den folgenden Jahren Münnich häufig als Berater in Deichbaufragen heran.

### Familie
Münnich heiratete 1708 Anna Christina geb. von Suhm (1685–1721), die Tochter des dänischen Adeligen Heinrich von Suhm (1636–1700) und der Margaretha Dorothea geb. von Felden. Nach ihrem Tod heiratete er am 20. April 1728 in Jever Johanna Christina von Münchhausen (1702–1737), die Tochter des jeverschen Drosten Johann von Münchhausen († 1714) und der Marie Elisabeth geb. de Noeven. Das Ehepaar hatte zwei Söhne und vier Töchter.